# Latina (álbum)
Latina es el decimotercer álbum de estudio de la cantante mexicana Thalía. Fue lanzado el 6 de mayo de 2016 por la compañía discográfica Sony Music Latin. Los productores fueron Sergio George, Tommy Mottola y Thalía como productora ejecutiva. Ella sorprendió a sus fanes, compartiendo la portada de su álbum en sus cuentas de redes sociales. Este disco cuenta con 1 000 000 de copias certificadas 
El primer sencillo del álbum fue "Desde esa noche" a dueto con el cantante mayormente de reguetón Maluma. La canción fue lanzada oficialmente el 29 de enero de 2016 y al poco tiempo fue ganadora de un disco de oro por las ventas, la canción ha recibido muchas certificaciónes en diferentes países, incluyendo un disco de Diamante en México. "Vuélveme a querer" una balada descrita como "una balada poderosa" fue lanzado el 29 de abril en territorio mexicano. La poderosa balada fue certificada con disco de oro en México por vender 30.000 copias.

## Antecedentes y desarrollo
Thalía trabajó por primera vez con el productor estadounidense Sergio George y fungió como productora ejecutiva del disco, además colabora nuevamente con el productor Cory Rooney mismo que trabajó en sus álbumes Thalía y Thalía (Inglés), que fueron lanzados en 2002 y 2003, respectivamente. El álbum incluye colaboraciones con nuevos cantantes como Maluma, Silvestre Dangond, De la Ghetto, OMI, Jacob Forever y Chicky Bom Bom "La Pantera". También cuenta con la participación de compositores como Marcela de La Garza y Mauricio Rengifo.

## Promoción

### Sencillos
El 25 de enero de 2016 en su cuenta oficial de Instagram publicó una foto con la leyenda "Nueva música muy pronto" ("New music coming soon"), días después la cantante hizo pública también en su misma cuenta otras imágenes. Finalmente como última leyenda fueron puestas las palabras "Siento mil cosas por ti, siento mil cosas y pretty boy entonces dices que me quieres, me dices que me adoras...". Finalmente fue publicado "Desde esa noche" a dueto con el cantante colombiano Maluma el 29 de enero de 2016. El sencillo se convirtió en todo un éxito en América Latina y Estados Unidos y ocupó el puesto número 4, 7 y 16 en listas Latin Pop Songs, Latin Digital Song y Hot Latin Songs respectivamente de Billboard. El 18 de marzo de 2016 fue publicado el video por medio de Primer Impacto y YouTube fue filmado por el director Carlos Pérez, tomando como escenario el barrio Chinatown en Nueva York, tiene expectativas de que cautivará con seductoras imágenes y vestuarios sensacionales. 
En diciembre de 2016 "Desde esa noche" certificó triple platino más oro solamente en México. 
La cantante anunció por medio de su cuenta de Snapchat que "Vuélveme a querer" será el segundo sencillo oficial. Fue lanzado el 29 de abril de 2016, más tarde Thalía ofreció una entrevista en vivo por medio de facebook live y hablo sobre el sencillo donde dijo que es una balada poderosa que te parte el alma y te rompe el corazón. El video fue filmado por el producto Gustavo Garzón mismo que dirigió su canción "Mujer latina".
El 1 de diciembre de 2016 la cantante anuncia por medio de sus redes sociales el lanzamiento oficial de su tercer sencillo "Todavía te quiero" a dueto con el cantante De la Ghetto, el video se publicó el 2 de diciembre de 2016, el cual fue un video diferente, ya que esta vez Thalía decidió hacer un video animado.

## Recepción

### Desempeño comercial
El álbum vendió 3.000 copias en Estados Unidos en su primera semana de lanzamiento, alcanzando el número 1 y obteniendo el cuarto número 1 de Thalía en la lista Billboard de los mejores álbumes latinos (Top Latin Albums).

### Crítica
Tras su lanzamiento, Latina ha recibido críticas en su mayoría positivas de la mayoría de los críticos de música, quienes elogiaron su confianza artística y su actuación vocal, así como la producción general del álbum. Toda la música le dio al álbum 4 de 5 estrellas. Latina fue nominado para un Premio Lo Nuestro al Álbum Pop del Año. Pero perdió contra Primera cita de CNCO.

## Charts y certificaciones
| Charts (2016)                   | Peak position |
| Argentina (CAPIF)               | 5             |
| ------------------------------- | ------------- |
| Grecia álbumes (IFPI)           | 53            |
| México álbumes (AMPROFON)       | 4             |
| España álbumes (PROMUSICAE)     | 17            |
| Japón latin albums (HMV)        | 1             |
| Brasil (Promusical Brasil)      | 2             |
| US Top latín albums (Billboard) | 1             |
| US Latín pop albums (Billboard) | 1             |
| USBillboard Top albums sales    | 94            |

Certificaciones
| Región         | Organismo certificador | Certificación    | Ventas certificadas |
| -------------- | ---------------------- | ---------------- | ------------------- |
| Estados Unidos | RIAA                   | Disco de platino | 60,000              |
| México         | AMPROFON               | Platino + Oro    | 90,000              |

## Lista de canciones
- Edición estándar

| N.º | Título                                           | Escritor(es)                                                                                                | Producer(s)                 | Duración |  |
| 1.  | «Desde esa noche (feat. Maluma)»                 | Pablo Uribe, Sergio George, Maria Adelaida Agudelo, Mauricio Rengifo y Juan Luis Arias                      | Sergio George               | 3:47     |  |
| 2.  | «La movidita»                                    | America Jiménez y Antonio Rayo Gibo "Rayito"                                                                | Sergio George               | 3:53     |  |
| 3.  | «De ti (feat. Silvestre Dangond)»                | Sergio George, Edgar Barrera y Joey Montana                                                                 | Sergio George               | 3:46     |  |
| 4.  | «Vuélveme a querer»                              | Sergio George y Mauricio Rengifo                                                                            | Sergio George               | 4:05     |  |
| 5.  | «Todavía te quiero (feat. De la Ghetto)»         | Sergio George, Mauricio Rengifo y Sebastian Obando Giraldo                                                  | Sergio George               | 3:21     |  |
| 6.  | «Frutas (feat. Chicky Bom Bom "La Pantera")»     | Thalía, Cory Rooney, Marcela De La Garza, Sergio George, Tommy Mottola y Lissette Eduardo Cleto             | Sergio George               | 4:18     |  |
| 7.  | «Pena negra»                                     | Homero Aguilar                                                                                              | Sergio George               | 2:46     |  |
| 8.  | «Tiki tiki ta (Uno momento)»                     | Filip Miletic y Milos Roganovic (Spanish adaptation by Thalía y Marcela De La Garza)                        | Sergio George               | 3:30     |  |
| 9.  | «Todo (Poso se thelo)» (con OMI y Jacob Forever) | Hristodoulos Siganos, Konstantinos Pantzis y Valentino (Spanish adaptation by Thalía y Marcela De La Garza) | Sergio George               | 3:37     |  |
| 10. | «Te encontraré»                                  | Cory Rooney, Mitchell Delgado, Alejandro Fernández Delgado y Isaac Delgado Jr.                              | Cory Rooney                 | 3:46     |  |
| 11. | «Poquita fe»                                     | Bobby Capó                                                                                                  | Sergio George               | 3:17     |  |
| 12. | «Enemigos»                                       | Homero Aguilar                                                                                              | Sergio George y Cory Rooney | 2:47     |  |
| 13. | «Vivir junto a ti»                               | Thalía, Marcela De La Garza y Sergio George                                                                 | Sergio George               | 3:29     |  |

## Historial de lanzamiento
| País           | Datos              | Format(s)        |
| -------------- | ------------------ | ---------------- |
| Mundo          | 6 de mayo de 2016  | Descarga digital |
| México         | 5 de mayo de 2016  | Disco compacto   |
| Estados Unidos | 6 de mayo de 2016  | Disco compacto   |
| España         | 6 de mayo de 2016  | Disco compacto   |
| Argentina      | 9 de mayo de 2016  | Disco compacto   |
| Turquía        | 12 de mayo de 2016 | Disco compacto   |
| Grecia         | 16 de mayo de 2016 | Disco compacto   |
| Chile          | 18 de mayo de 2016 | Disco compacto   |
| Brasil         | 20 de mayo de 2016 | Disco compacto   |
| Taiwán         | 21 de mayo de 2016 | Disco compacto   |